# Disco Maghreb
Singles par DJ Snake
SG
(2022) Nightbird
(2023)
Clip vidéo
(ar) [vidéo] « "Disco Maghreb" (official) », sur YouTube
Disco Maghreb est une chanson du DJ et producteur franco-algérien DJ Snake. Le titre est sorti le 31 mai 2022 en téléchargement numérique sur le label Interscope. La chanson a été écrite et produite par William Grigahcine, et co-écrite par Stany Kibulu.

## Clip vidéo
Le clip est publié sur YouTube le 31 mai 2022 et est réalisé par Elias Belkeddar et produit par Iconoclast, 2HORLOGES et BIRTH Productions. Le tournage principal a eu lieu à Oran et à Alger, en Algérie.
Le clip rend hommage au patrimoine et aux coutumes de l'Algérie et montre un mélange entre l'ancienne et la nouvelle génération.  
On[Qui ?] aperçoit en clin d'oeil le producteur et propriétaire de la boutique de cassettes raï des années 1980, Boualem Benhaoua.

## Liste des titres
| 1. | Disco Maghreb | 3:04 |

## Classements
| Classement (2022) | Meilleure position |
| ----------------- | ------------------ |
| France (SNEP)     | 46                 |

## Certification
| Région                                                                                                 | Certification | Ventes/Streams |
| --- | ------------- | -------------- |
| France (SNEP)                                                                                          | 1 × Or        | 150 000*       |
| *Ventes selon la certification ^Mise en rayon selon la certification xNon précisé par la certification |               |                |